# 子供たちの城
『子供たちの城』（こどもたちのしろ、原題：Zappa）は1983年のデンマーク映画。 
日本での公開は、1989年7月8日。

## 概要
3人の思春期の少年が主人公のノスタルジックな映画だが、少年期特有のキラキラしたものではなく、むしろその時期特有の行詰り、苛立ち、葛藤、家庭不和、少年期特有の残酷さなどの暗部を浮き彫りにする。時代背景は『スタンド・バイ・ミー』とほぼ同じ時期であるが、少年達の描写がとても対照的でこちらは陰的である。
原題の"ZAPPA"は肉食魚の事を指す。
なおこの映画の続編に『ツイスト&シャウト』があり、ビヨンの2年後を描いている。

## あらすじ
コペンハーゲン郊外に住むビヨン、スティン、ムーレは、ツリーハウスを手作りしてギャングもどきな真似をしてはそこをアジトにしていた。彼らは家庭環境は違うもののそれぞれに悩みを抱えていた。ビヨンは同級生のキースティンに淡い恋心を抱く…。

## スタッフ
- 監督・脚本：ビレ・アウグスト

- 原作：ビヤーネ・ロイター
- 撮影：ヤン・ウェンケ
- 音楽：ボー・ホルテン

## キャスト
- ビヨン - アダム・トンスバーグ
- スティン - ペーター・ライカルト
- ムーレ - モーティン・ホルフ
- キースティン - ウルリッケ・ボンド